# Сиино, Каролина
Каролина Сиино (яп. 椎野カロローナ Сиино Карорина, род. 24 августа 1997, Тернополь, Украина) — японская модель. Она родилась в Украине, переехала в Японию со своей матерью, когда ей было пять лет, и стала первой натурализованной гражданкой Японии, выигравшей конкурс красоты "Мисс Япония". Cиино позже отказалась от титула, и организаторы приняли ее отставку.

## Биография
Cиино родилась в Тернополе в 1997 году в семье украинцев и переехала жить в Нагою, Япония, в возрасте пяти лет, когда её мать Светлана вышла замуж за своего отчима-японца. Сиино сказала, что чувствует себя японкой "как речью, так и разумом", но она заявила, что в детстве ей приходилось регулярно выслушивать комментарии о том, как она выглядит по-другому. Светлана Сиино также является моделью и победительницей множества конкурсов.
27 февраля 2021 года Сиино появилась на "Встрече АРИЕСИ для рецензирования", она пожалела о мошенничестве в своем профиле. В своем профиле она утверждала, что владеет тремя языками: японским, украинским и русским, но на самом деле она показала, что может говорить только по-японски. Она понимает украинский, но не может говорить на нём.
В январе 2024 года Сиино была объявлена победительницей конкурса красоты Мисс Япония Гран-при 2024 года. Она первая натурализованная гражданка Японии, выигравшая конкурс. Судьи конкурса были привлечены доверием Сиино. Оператор конкурса сказала, что она выиграла титул, потому что она трудолюбивая и скромная японка с сильным чувством уважения к другим. Ее иностранное наследие вызвало дебаты о том, что значит быть "японкой", и дискуссии о демографии Японии. После победы в конкурсе Сиино заявила, что благодарна за то, что ее приняли как японку, и сказала: "Я надеюсь внести свой вклад в построение общества, которое уважает разнообразие и не судит о том, как люди выглядят".
31 января Shūkan Bunshun сообщил, что у Сиино роман с женатым мужчиной. Организаторы Гран-при мисс Япония первоначально опровергли сообщение как не соответствующее действительности, но 5 февраля Сиино призналась в измене, отозвала свой титул мисс Япония и предложила расторгнуть контракт со своим развлекательным агентством. В ответ организаторы Гран-при Мисс Япония лишили Сиино титула мисс Япония и объявили титул Мисс Япония 2024 года вакантным. В Instagram Сиино извинилась перед женой и семьей врача, с которым у нее был роман, а также перед официальными лицами Гран-при Мисс Япония и теми, кто поддерживал ее в завоевании титула Мисс Япония.

## Личная жизнь
Шиино получила японское гражданство в 2022 году. Её бабушка по материнской линии Мария эмигрировала в Японию весной 2022 года в качестве украинской беженки после российского вторжения в Украину.